# セザール・サロマ
セザール・アヤイ・サロマ（Caesar Aya-ay Saloma、1960年3月28日 - ）はフィリピン大学College of ScienceのNational Institute of Physics (NIP) の教授で、National Academy of Science and Technologyのメンバー。
以前はフィリピン大学ディリマン校学長（2011年3月～2014年2月）、理学部長（2006年6月～2011年3月）、NIP長官（2000年6月～2006年5月）を務めていた。

## 学歴
フィリピン大学ディリマン校で学士、修士、PhDをそれぞれ1981年、1984年、1989年に取得した。
幼少期をボホール州Baclayonで過ごし、近くのタグビラランにあるImmaculate Heart of Mary Seminaryの高校に通った。彼の名はMarquis Who's Who理工学(2016-2017, 12th Edition)や、2011年5月15日にAsian Scientist Magazineにより発表されたUltimate List of 15 Asian Scientists To Watchに掲載されている。

## プロフィール
2004年にInternational Commission for Opticsより「比較的不利な条件で達成された光学分野における重要な貢献」が認められたことによりガリレオ・ガリレイ賞を受賞した。ASEAN加盟国の人物の中で最初にガリレオ賞を受賞した。
2006年、UP理事会は同年最初に行われたUP Scientific Productivity Systemにおいて他2名とともに最高位のScientist IIIに任命した。彼の3年の任期は2009年、2012年、2015年に更新された。Scientist IIIのランクに4期連続で任命された唯一のUPの教職員である。
2008年、フィリピンのマニラで開催された8th ASEAN Science and Technology Week（第8回ASEAN科学技術週間）にASEAN理工学技術委員会よりASEAN優秀科学技術者賞を受賞した。NIPの同僚や学生と一緒に行ったフォトニクスと信号処理への貢献で認められた。
1光子光学ビーム誘導電流イメージング及び共焦点反射率顕微鏡検査を介した半導体サイトの高コントラスト画像を生成する手法開発を導いた。このプロジェクトは2007年6月26日に米国特許 (No. 7,235,988) を受けた。米国及び欧州において、フォトニクス、応用物理学など他分野の雑誌に100以上の論文を発表している。彼の努力により、光信号回復及び集積回路(IC)の微視的欠陥の識別における新しく非侵襲的方法技術が発展し、半導体、金属及び誘電体の場所を互いに区別する高コントラストの画像マップを生成することによる回路欠陥の正確な識別が可能になった。この先駆的な2色2光子励起顕微鏡のための光源としての水素ラマンシフタに使用に関するチームの研究も、2012年7月24日に米国特許 (No. 8,227,256 B2) を受けた。
彼の関心がある分野には共焦点レーザ走査顕微鏡、干渉法、信号及び画像処理、ニューラルネットワーク、複雑適応系も含まれる。新たな光学顕微鏡技術の開発以外に、多数の相互作用する作因が関わる現実世界のシステムのダイナミクスを記述するための効果的なモデルの開発にも携わっている。
2005年7月にNational Academy of Science and Technology (NAST) に選出された。NASTはフィリピン政府の科学技術における最高の認定機関であり、フィリピン大統領と内閣に科学技術に関する事柄についての助言を与える機関である。
他にも多く受賞や表彰されている。1992年にNAST Outstanding Young Scientist(応用物理学)、1997年にNAST-Third World Academy of Science (TWAS) 物理学賞、2006年にGawad Chanselor para sa Natatanging Guro (優れた教師)、フィリピン大学ディリマン校から何回かGawad Chanselor para sa Pinakamahusay na Mananaliksik (科学技術における優れた研究者)などである。2007年9月7日にMetrobank Foundationより Outstanding Teacher Awardを、2014年1月29日にAward for Continuing Excellence and Service (ACES)を受賞した。
フィリピン科学技術省(DOST)により、ビデオと共焦点像の画像圧縮に関する研究 [Applied Optics 38, pp. 3735–3744 (1999)]（F. Domingoとの共同研究）により1999年のOutstanding R&D Award in Basic Research (Eduardo Quisumbingメダル) を受賞した。2008年6月にDOSTの政府部門として創立50周年を祝った際に発表された"50 Men and Women of Science" のリストに名前が挙げられていた。
2008年9月19日にマラカニアン宮殿で行われた式典において、フィリピン大統領グロリア・アロヨよりLingkod Bayan Award - the Presidential Award for Outstanding Public Serviceを受賞した。この賞は優れた業績のフィリピン政府職員に送られる最高の表彰である。
2008年10月23日、バギオ市で開催された第26回SPP物理学会において、Samahang Pisika ng Pilipinas（フィリピン物理学会）の名誉会員(Inaugural Fellow)に選出された。
2010年にDOSTとNASTにより科学者、教師、理事としてのコミットメント、リーダーシップ、献身的活動、傑出した奉仕を評価されOutstanding Science Administrator Award (Dioscoro Umaliメダル) を授与された。彼の国立科学複合施設の設立及び完成にいたるまで進行中のことにおける重要な役割は特に認められた。
現在は1906年に創刊号を出版したPhilippine Journal of Scienceの編集長を務めている。
2010年10月、アメリカ光学会の理事会により、シニア会員の地位に引き上げられた。
教授ランクを12まで上げ、2011年3月2日にUP理事会によりフィリピン大学ディリマン校の学長に選出され、その職を3年間務めた。2014年3月1日に医療人類学者で社会科学・哲学カレッジの学部長であったMichael L. Tanが後を継いだ。